# Einlegen

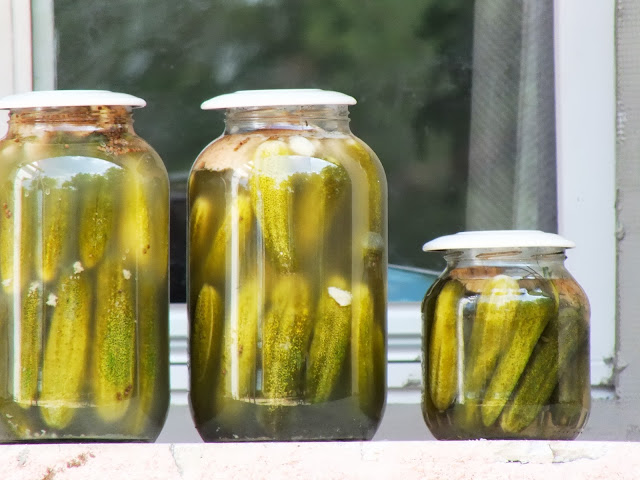
Einlegen von Gurken, hier bei einer ungarischen Zubereitungsart mit Stücken von Sauerteigbrot zur Förderung der Milchsäuregärung

Einlegen ist eine Möglichkeit, Lebensmittel zu konservieren und zu würzen. Einlegen ist eine Form des Beizens von Lebensmitteln.

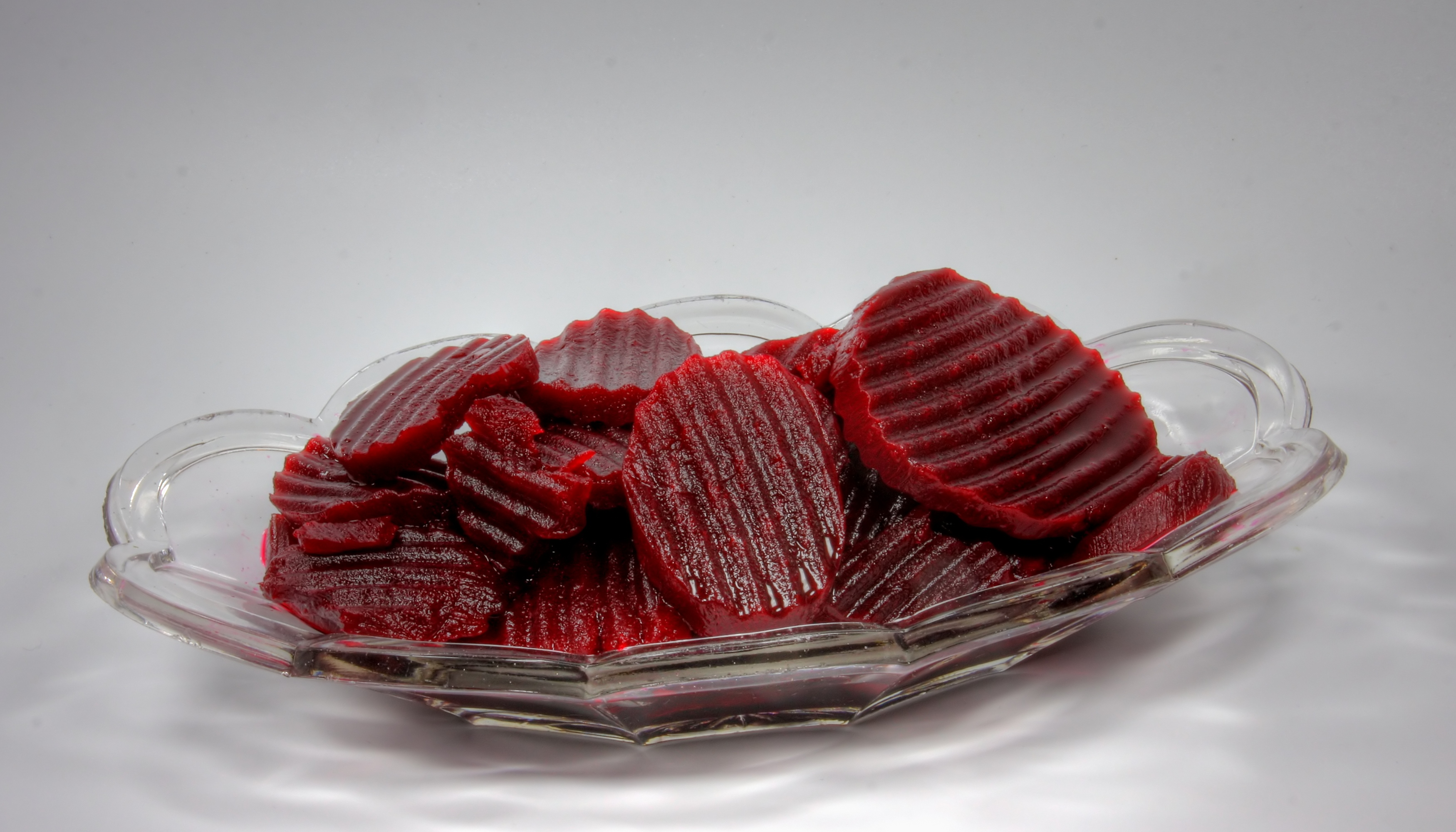
Scheiben von eingelegter roter Bete mit dem Buntmesser mit dekorativer wellenförmiger Oberfläche versehen.

Die Lebensmittel werden etwa mit einem würzigen Essigsud oder Salzwasser vollständig bedeckt. In Italien und anderen Mittelmeerländern werden Nahrungsmittel auch in Olivenöl eingelegt. Eingelegt werden zum Beispiel Gewürzgurken, Senfgurken, Kürbis, Maiskölbchen, Perlzwiebeln, Rote Bete, Bismarckhering, Sherry-Sild, Soleier und andere Lebensmittel.
Bei Gemüse sollte der Sud heiß über die Lebensmittel gegossen werden, damit ein möglicherweise entstehender Gärprozess möglichst lange unterbunden wird. Zum Luftabschluss wird Zellophan oder Einmachhaut verwendet, die abgebunden wird. Heute werden eher Einmachgläser benutzt, da sie Keime besser ausschließen und Luftdichtigkeit besser gewährleistet ist. Es können auch große Gläser, sogenannte Häfen oder Keramikkruken verwendet werden.
Eine Besonderheit ist das saure Einlegen von Salzgurken und anderem Sauergemüse, bei dem die Milchsäuregärung als eine Art der natürlichen Fermentation erwünscht ist und durch die Zugabe von Bakterienkulturen bewusst gefördert werden kann. Die Milchsäurebakterien unterdrücken die Entwicklung von unerwünschten Bakterien und Hefen und ermöglichen eine sehr lange Haltbarkeit. Es wird angenommen, dass solcherart fermentierte Lebensmittel der Gesundheit förderlich sind. Neben der Milchsäure kann in geringer Menge Alkohol und Essig entstehen. Da sich zudem regelmäßig Kohlendioxid bildet, können die Gefäße nicht luftdicht verschlossen werden. Traditionell wurde das Gemüse durch die Beschwerung mit Steinen unter der Wasseroberfläche gehalten, um den Kontakt mit der Luft zu vermeiden. Heute wird häufig ein Gärverschluss verwendet. Sich auf der Oberfläche bildende Kahmhefe kann einfach abgeschöpft werden.
Die Aufbewahrung sollte dunkel und kühl erfolgen und es sollte möglichst kein Staub in den Sud gelangen können. Eingelegte Nahrungsmittel können etwa ein Jahr gelagert und verzehrt werden, ein vorzeitiges Verderben ist aber immer möglich und gelegentliche Kontrollen daher empfehlenswert. Viele verbreitete Schimmelpilze sind giftig, können chronische Erkrankungen und sogar Krebs verursachen. Dies gilt auch für einige Bakterienarten, die unter Umständen schlechter zu bemerken sind. Eine starke Trübung oder ein auffälliger Geruch können darauf hinweisen.
Der Verzehr von steril eingelegten Lebensmitteln, die nicht milchsauer vergoren wurden, sollte binnen einiger Tage erfolgen, da mit der ersten Entnahme Mikroorganismen in den Sud gelangen. Zur Entnahme sollte man nur sauberes Besteck verwenden, wodurch sich das Einbringen schädlicher Mikroorganismen in Grenzen hält. Auch durch anschließende Kühlung kann der Verderb stark verzögert werden.